# Bonan Dolok (Sianjur Mula Mula)
Bonan Dolok is een bestuurslaag in het regentschap Samosir van de provincie Noord-Sumatra, Indonesië. Bonan Dolok telt 588 inwoners (volkstelling 2010).